# Dallas–Fort Worth Film Critics Association Awards 2016
22. ročník předávání cen asociace Dallas–Fort Worth Film Critics Association se konal dne 13. prosince 2016.

## Vítězové a nominovaní

### Nejlepší film
1. Moonlight
2. Místo u moře
3. La La Land
4. Za každou cenu
5. Příchozí
6. Jackie
7. Loving
8. Ženy 20. století
9. Hacksaw Ridge: Zrození hrdiny
10. Mlčení

### Nejlepší režisér
1. Barry Jenkins – Moonlight
2. Damien Chazelle – La La Land
3. Kenneth Lonegran – Místo u moře
4. David Mackenzie – Za každou cenu
5. Denis Villeneuve – Příchozí

### Nejlepší scénář
1. Kenneth Lonegran – Místo u moře
2. Barry Jenkins – Moonlight

### Nejlepší herec v hlavní roli
1. Casey Affleck – Místo u moře
2. Denzel Washington – Ploty
3. Joel Edgerton – Loving
4. Ryan Gosling – La La Land
5. Tom Hanks – Sully: Zázrak na řece Hudson

### Nejlepší herečka v hlavní roli
1. Natalie Portman – Jackie
2. Emma Stoneová – La La Land
3. Ruth Negga – Loving
4. Amy Adams – Příchozí
5. Anette Bening – Ženy 20. století

### Nejlepší herec ve vedlejší roli
1. Mahershala Ali – Moonlight
2. Jeff Bridges – Za každou cenu
3. Michael Shannon – Noční zvířata
4. Lucas Hedges – Místo u moře
5. Ben Foster – Za každou cenu

### Nejlepší herečka ve vedlejší roli
1. Viola Davis – Ploty
2. Naomie Harris – Moonlight
3. Michelle Williamsová – Místo u moře
4. Greta Gerwig – Ženy 20. století
5. Judy Davisová – Švadlena

### Nejlepší dokument
1. Věž
2. 13th
3. Gleason
4. Nejsem žádný tvůj negr
5. Weiner

### Nejlepší cizojazyčný film
1. Komorná
2. Toni Erdmann
3. Elle
4. Neruda
5. Klient

### Nejlepší animovaný film
1. Zootropolis: Město zvířat
2. Kubo a kouzelný meč
3. Odvážná Vaiana: Legenda o konci světa

### Nejlepší kamera
1. Linus Sandgren – La La Land
2. Rodrigo Prieto – Mlčení

### Nejlepší skladatel
1. Rodrigo Prieto – Mlčení
2. Mica Levi – Jackie

### Ocenění Russella Smitha
Moonlight